# Aeroportul McComb-Pike County
Aeroportul McComb-Pike County (IATA: MCB, ICAO: KMCB, FAA LID: MCB) este un aeroport din Mississippi, Statele Unite ale Americii ce deservește zona McComb⁠(d). A fost numit după zona deservită.
Situat la o altitudine de 126 m, aeroportul dispune de 1 pistă.

## Infrastructură

### Piste
Aeroportul dispune de o singură pistă. Pista 15/33 are suprafața de asfalt și dimensiunile 5.000 picioare × 100 picioare. 